# تورکوای، کوئینزلند
تورکوای (به انگلیسی: Torquay) یک حومه شهر در استرالیا است که در کوئینزلند واقع شده‌است.